# L'amante pura
L'amante pura (Christine) è un melodramma del 1958 diretto da Pierre Gaspard-Huit italo-francese. Basato sulla pièce teatrale Liebelei di Arthur Schnitzler, da cui era già stato tratto in precedenza il film Amanti folli (1932), diretto da Max Ophüls. Con Romy Schneider e Alain Delon.
Romy Schneider interpreta il ruolo che nel film di Ophuls era stato interpretato da sua madre, Magda Schneider.

## Trama
Vienna, 1906. La baronessa Lena Eggersdorf porta avanti, da più di un anno, una relazione con il giovane e seducente Franz Lobheiner. Egli vorrebbe rompere con lei, ma non sa come fare.
Una sera il suo miglior amico e confidente, il luogotenente Théo Kaiser, lo porta al famoso "Grinzing", e lo presenta a due affascinanti giovani ragazze: la prima, bruna e maliziosa, si chiama Mizzie, mentre l'altra, bionda e timida, Christine. Mizzie e Théo flirtano durante tutta la serata, mentre Christine e Franz, imbarazzati, restano faccia a faccia senza osare guardarsi. Riaccompagnando Christine a casa, Franz viene a sapere che la ragazza è la figlia di un musicista dell'Opera, M. Weiring, e che è quasi fidanzata con un giovane e buffo compositore. I due si rivedono per una gita al lago, accompagnati dai loro amici, e sboccia tra loro un amore forte e sincero.
Una sera, mentre Christine e Mizzie sono all'Opera, Franz si reca da Lena per dirle addio; tuttavia un amico del barone Eggersdorf, avendo visto la baronessa uscire dalla casa di Franz qualche giorno prima, aveva avvertito l'amico del possibile tradimento. Questi, trovata la chiave della casa di Franz in un cassetto segreto della moglie, sfida a duello il giovane; Franz morirà al primo colpo.
Saputa la notizia della morte dell'amato, Christine si getterà dal balcone della propria stanza, morendo anch'essa.

## Altro
- Fu il primo film francese per Romy Schneider che, in seguito, avrebbe preso la cittadinanza francese. Non parlando fluentemente la lingua, l'attrice fu doppiata da Gilberte Aubry che le aveva già prestato la voce per la trilogia di Sissi. Sul set, Romy incontrò Alain Delon con il quale, a fine riprese, si fidanzò.